# 衛藤バタラ
衛藤 バタラ（えとう バタラ、1979年7月27日 - ）は、インドネシア北スマトラ州メダン出身のインドネシア系日本人の実業家。イーストベンチャーズ株式会社代表取締役。元ミクシィ取締役兼最高技術責任者。

## 人物・来歴
1979年にインドネシア北スマトラ州メダンに生まれる。祖父は日本人であり、母親は華僑の家系であった。
日本の拓殖大学工学部に留学中、1999年からインターンとしてイー・マーキュリー（現ミクシィ）に入り、転職情報サイトFind Job!の開発運営に携わる。
2004年に拓殖大学を卒業後も日本に留まり、イー・マーキュリーに正式に入社。ソーシャル・ネットワーキング・サービス（SNS）の開発を提案し、2006年に最高技術責任者(CTO)に就任。中心人物としてmixiの開発を企画し、mixiを日本最大のSNSへと成長させた。
2007年に取締役兼最高技術責任者(CTO)を退任したが、2008年以降も技術顧問として同社には留まっている。
2007年に日本国籍を取得した。衛藤は祖父の姓。
2008年2月、えとらぼ株式会社を設立。
2010年、イーストベンチャーズ株式会社を設立